# Oostnederfrankisch
Het Oostnederfrankisch is in de dialectologie de gebruikelijke benaming voor een groep Nederfrankische variëteiten die worden gesproken in vooral Nederlands en Belgisch Limburg en een klein deel van Duitsland (vooral de Nederrijn).
Naast de term Oostnederfrankisch zijn in de Nederlandse taalkundige literatuur de benamingen Zuidoostnederfrankisch en Zuidnederfrankisch gangbaar voor deze dialectgroep, deze laatste in navolging van de Duitstalige literatuur.

## Synoniemen en verwante termen

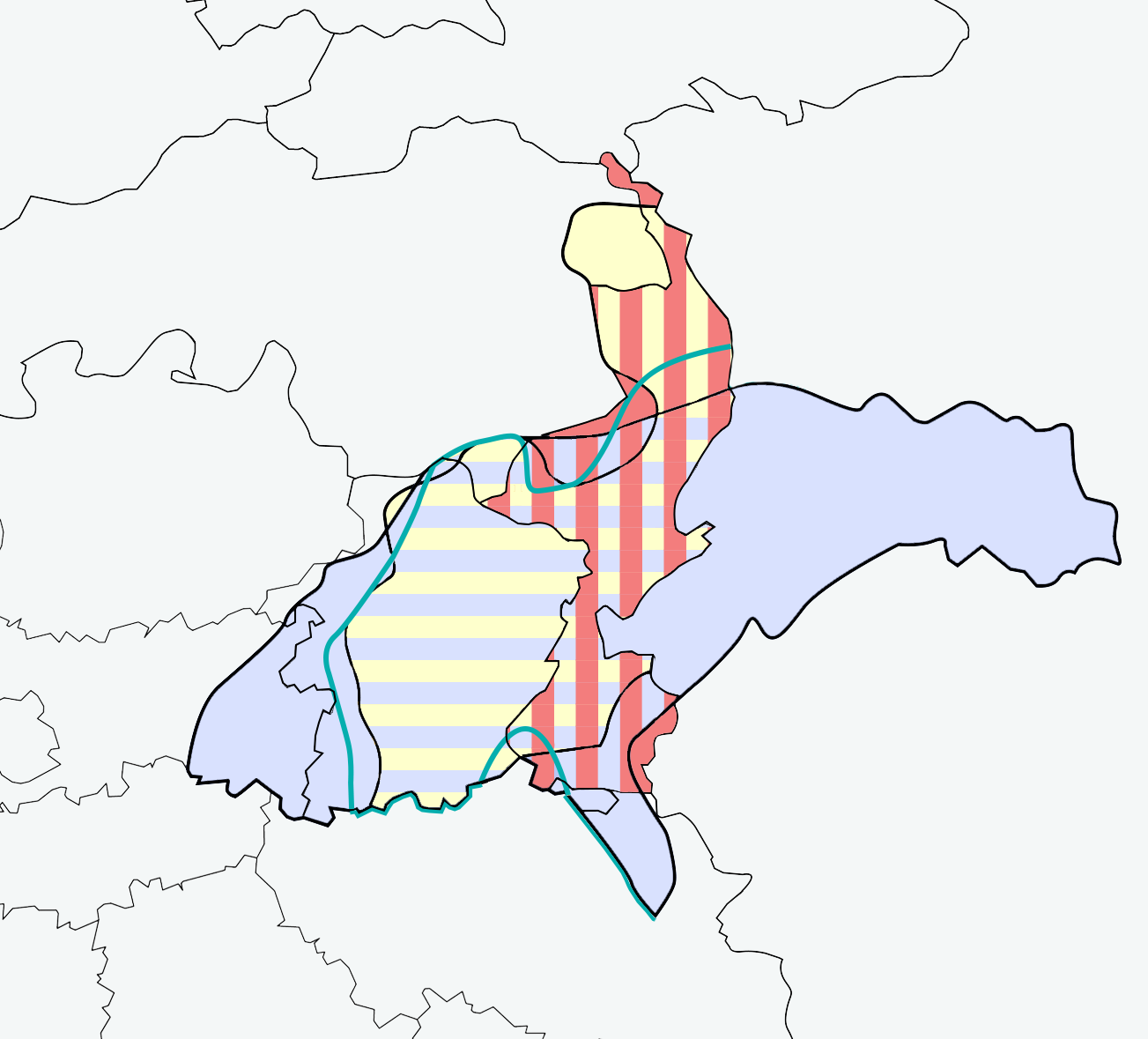
Overlap en afbakeningen tussen het Oostnederfrankisch en verschillende definities van "Limburgs":
Oostnederfrankisch inclusief overgangsdialecten en zonder interne onderverdeling.
De "Limburgse groep" (zonder subdialecten) op basis van de feature frequency methode.
De door de Nederlandse overheid als "Limburgs" erkende streektaal.
Definitie van "Limburgs" aan de hand van het tonaliteit-verschijnsel.

Zowel in de Duitse als in de Nederlandse taalkundige literatuur is de benaming „Zuidnederfrankisch“ voor deze dialectgroep gangbaar. In de praktijk wordt in Nederland en België daarnaast de term „Limburgs“ gebruikt voor de betreffende dialecten van zowel de Nederlandse als de Belgische provincie Limburg. Limburgs in deze betekenis omvat een groot deel van de Zuidnederfrankische variëteiten, maar ook Westnederfrankische en een kleine groep Ripuarische variëteiten. Er bestaat dus geen volledig sluitende taalkundige definitie van "Limburgs", aangezien deze term soms vanuit sociolinguïstisch of politiek oogpunt wordt afgebakend, en dan weer aan de hand van isoglossen of specifieke taalkenmerken. De naam „Limburgs“ als benaming voor de dialecten van Limburg is in de 19e eeuw ingeburgerd geraakt.
In de jaren zestig betoogde de Belgische taalwetenschapper Jan Goossens dat "Zuidnederfrankisch" als dialectologische term de voorkeur zou moeten krijgen boven Oostnederfrankisch, vanwege de aansluiting met de Duitse terminologie en omdat Goossens' onderzoek zich concentreerde op de verschillen met het Kleverlands; dit zijn twee dialectgroepen die, afhankelijk van de context, binnen de Nederlandse dialectologie beide onder de noemer "Oostnederfrankisch" kunnen vallen. In de huidige wetenschappelijke literatuur komen beide termen voor. Later kwam Goossens hierop terug en hij stelde als alternatief voor om de taalkundige term "Limburgs" te gebruiken, om zo misverstanden tussen de Duitstalige en Nederlandse terminologie te vermijden.
In het dagelijks taalgebruik worden de Oostnederfrankische dialecten in Nederland en België meestal "Limburgs" genoemd, terwijl in Duitsland Nederrijns een meer gangbare term is. In Duitsland wordt deze laatste term vaak niet duidelijk onderscheiden van het Kleverlands, de noordelijker aangrenzende dialecten die eveneens Nederfrankisch zijn, maar anderzijds tot het Brabants in ruimere zin gerekend kunnen worden. De Oostnederfrankische dialecten lopen in waaiervormig gebied door tot de Rijn en vormen daarmee een overgang tussen het Neder- en het Middelfrankisch (waar het Ripuarisch onder valt) rond Keulen en Aken.
Hoewel de Oostnederfrankische dialecten afstammen van het Oudoostnederfrankisch en de benaming grote overeenkomsten vertoont, zijn dit twee verschillend gedefinieerde begrippen. Het Oudoostnederfrankisch is de naam voor de oostelijke varianten van het Oudnederlands en wordt voornamelijk gebruikt om die Oudnederlandse dialecten aan te duiden, waarbij Noordzeegermaanse kenmerken ontbreken of slechts zeer beperkt voorkomen. Het huidige Oostnederfrankisch wordt doorgaans getypeerd als Nederfrankisch dat Ripuarische kenmerken heeft overgenomen, maar dit betreft een latere, middeleeuwse, ontwikkeling die ten tijde van het Oudoostnederfrankisch nog niet had plaatsgevonden.

## Geografische afbakening
Het taalgebied van het Oostnederfrankisch is door Georg Wenker in 1877 gedefinieerd als het gebied binnen de Rijnlandse waaier dat wordt afgebakend door twee isoglossen: in het noorden door de Uerdinger linie (ik/ich), en in het zuidoosten door de Benrather Linie (maken/machen). In het zuiden grenst het Oostnederfrankisch aan het Waalse taalgebied.
Oostnederfrankische dialecten worden gesproken in Nederlands-Limburg, Belgisch-Limburg en het noordoosten van Luik en in het aangrenzende Duitsland (Noordrijn-Westfalen, rond de steden Heinsberg, Mönchengladbach, Düsseldorf, tot Krefeld en Neuss, en het zuiden van Duisburg).

## Onderverdeling

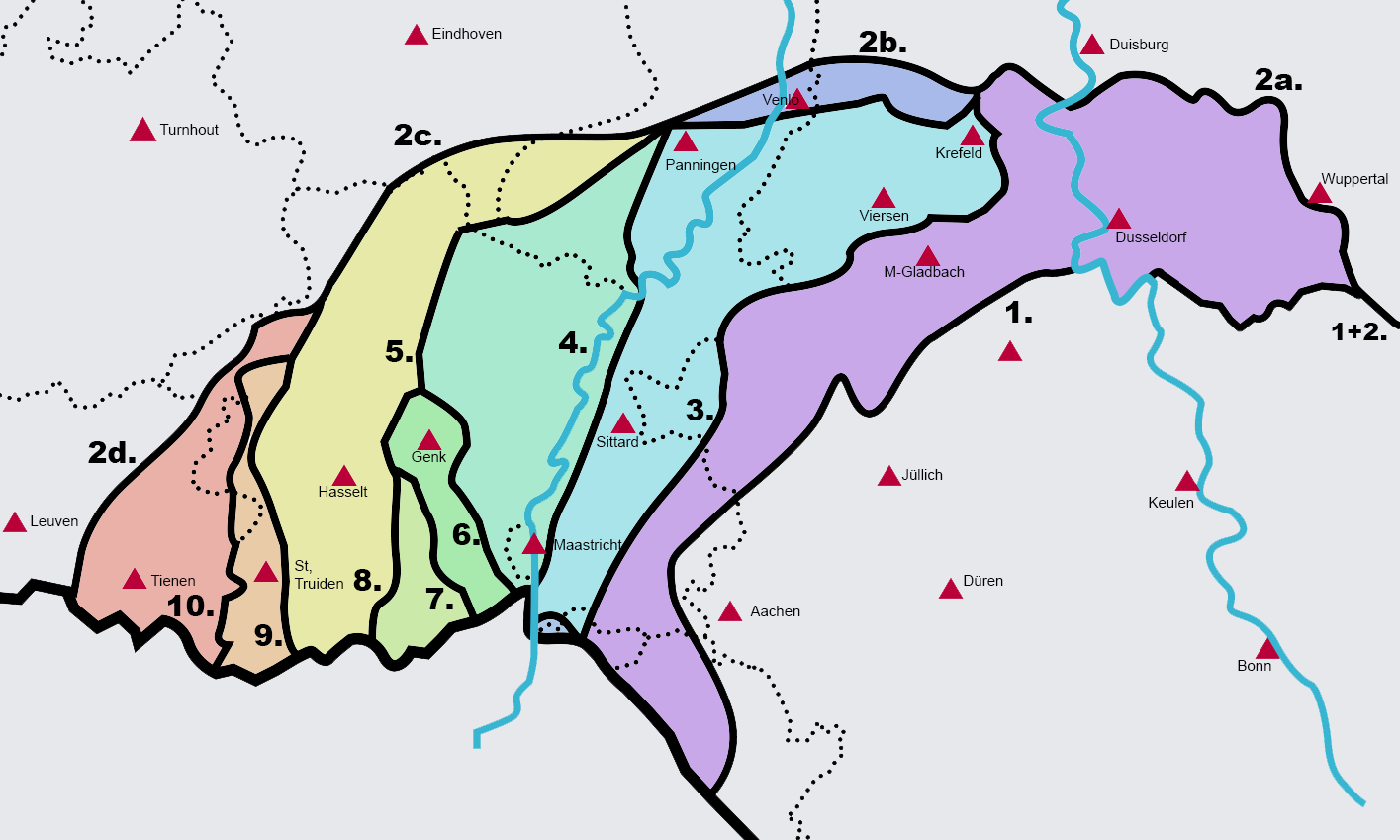
Het Oostnederfrankisch onderverdeeld in isoglossen. (Goossens, 1965)
West-Getelands
Oost-Getelands
West-Limburgs
Tongerlands
West-Limburgs-Centraal-Limburgs-overgangsgebied
Centraal-Limburgs
Oost-Limburgs
Oost-Limburgs-Kleverlands-overgangsgebied
Oost-Limburgs-Ripuarisch-overgangsgebied

Jan Goossens maakte in 1965 een onderverdeling van het Zuid-Nederfrankisch, die in hoofdlijnen wordt gevolgd door de samenstellers van het Woordenboek van de Limburgse Dialecten, dat zich echter geografisch beperkt tot Nederland en België.
Goossens deelt het Oostnederfrankisch op aan de hand van tien isoglossen:
1. De Benrather linie
2. De Uerdingen linie
3. De Sagen linie
4. De Panninger linie
5. De Panninger zijlinie
6. De Vroenhoven linie
7. De Bilzen linie
8. De Lauwer linie
9. De accent linie
10. De Gete linie